# Lillie Range
Lillie Range är en bergskedja i Antarktis. Den ligger i Västantarktis. Nya Zeeland gör anspråk på området.